# Miss Sierra Leone
Miss Sierra Leone désigne les concours de beauté féminine destinés aux jeunes femmes de Sierra Leone. Cet événement a lieu une fois par an, et seulement les femmes célibataires peuvent être candidates. 
Le concours qualifie la gagnante à représenter le Sierra Leone au concours Miss Monde. 

## Lauréates
| Année | Portrait         | Lauréate                      | District représenté | Âge    | Taille | Commentaire |
| ----- | ---------------- | ----------------------------- | ------------------- | ------ | ------ | --- |
| 1960  |                  | Rose Kargbo                   | NC                  | NC     | NC     | Rose Kargbo, Miss Sierra Leone 1960, est la première Miss Sierra Leone de l'histoire. |
| 1961  |                  | Bola Williams                 | NC                  | NC     | NC     | Bola Williams, Miss Sierra Leone 1961, fut élue en tant que Miss Indépendance le 27 avril 1961, jour d' indépendance de la République de Sierra Leone de la Grande-Bretagne. |
| 1986  |                  | Alice Matta Fefegula          | NC                  | 24 ans | NC     | |
| 1988  |                  | Tiwila Ojukutu                | NC                  | NC     | NC     | |
| 1990  |                  | Sia Matturi                   | NC                  | NC     | NC     | Sia Matturi a été élue Miss Afrique 1990 à Banjul, en Gambie. |
| 2001  |                  | Anniemaude Cole (°1980-†2002) | NC                  | 22 ans | NC     | Anniemod Cole, Miss Sierra Leone 2001, fut au centre d'une polémique généralisée à la suite de la décision de la dépouiller de son titre fin janvier 2002 par une organisation caritative, Miss Sierra Leone Limited. Elle meurt le 29 janvier 2002 des suites de ses brûlures survenues une semaine plus tôt lorsque sa chemise de nuit s'enflamme par une lampe à kérosène. Les autorités sierra-léonaises n'ont jamais pu déterminer s'il s'agissait d'un accident domestique ou d'un acte criminel. |
| 2007  | Fatmata Turay    | Fatmata Turay                 | Zone de l'Ouest     | 20 ans | 1,73 m | |
| 2008  | Tyrilla Gouldson | Tyrilla Gouldson              | Zone de l'Ouest     | 22 ans | 1,75 m | Elle s'est classée dans le top 20 à l'élection de Top Model of the World 2017 à El Gouna, en Égypte. |
| 2009  |                  | Mariatu Kargbo                | Bo                  | 25 ans | 1,75 m | |
| 2010  |                  | Neyorlyn Melrose Williams     | NC                  | 19 ans | 1,77 m | |
| 2011  |                  | Natasha Beckley               | Bombali             | 24 ans | 1,74 m | Natasha Beckley a été élue Miss University of Virginia - Wise 2009. Elle a terminé 1re dauphine à l'élection de Miss Africa USA 2010 à Maryland, aux États-Unis. |
| 2012  |                  | Vanessa Williams              | NC                  | 22 ans | 1,68 m | |
| 2014  |                  | Margaret Murray               | Bo                  | 26 ans | 1,52 m | |
| 2016  |                  | Aminata Adialin Bangura       | Port Loko           | 22 ans | 1,80 m | |
| 2018  |                  | Sarah Laura Tucker            | Bonthe              | 23 ans | 1,73 m | |
| 2019  |                  | Enid Jones-Boston             | Zone de l'Ouest     | 24 ans | 1,67 m | |

## Dauphines
| Année | 1re dauphine       | 2e dauphine          |
| ----- | ------------------ | -------------------- |
| 2008  | Luci Peeler        | NC                   |
| 2009  | Ramatu Wurie       | Haja Fanta Bah       |
| 2010  | Abie Mansaray      | Kadiatu Conteh       |
| 2011  | Umu Bayoh          | Ramatulai Bangura    |
| 2012  | NC                 | NC                   |
| 2014  | Josephine Kamara   | Davida Mariama Sesay |
| 2016  | Esther Williams    | Titty Kumba Kamara   |
| 2018  | Adama Lakoh        | Esther Williams      |
| 2019  | Christiana Johnson | Mariama Kanneh       |

## Représentation du Sierra Leone aux concours de beauté internationaux
| Année | MISS MONDE                         | MISS UNIVERS                                                                                                  | MISS INTERNATIONAL | MISS TERRE                                                                                                  |
| ----- | ---------------------------------- | --- | --- | --- |
| 1986  | Alice Matta Fefegul                | ↑ Pas de participation du Sierra Leone depuis la création du concours (crée en 1952 à Long Beach, États-Unis) | ↑ Pas de participation du Sierra Leone depuis la création du concours (crée en 1960 en Californie, États-Unis et transféré en 1968 à Tokyo, Japon) | ↑ Pas de participation du Sierra Leone depuis la création du concours (crée en 2001 à Manille, Philippines) |
| 1988  | Tiwila Ojukutu                     | ↑ Pas de participation du Sierra Leone depuis la création du concours (crée en 1952 à Long Beach, États-Unis) | ↑ Pas de participation du Sierra Leone depuis la création du concours (crée en 1960 en Californie, États-Unis et transféré en 1968 à Tokyo, Japon) | ↑ Pas de participation du Sierra Leone depuis la création du concours (crée en 2001 à Manille, Philippines) |
| 1990  | Sia Matturi                        | ↑ Pas de participation du Sierra Leone depuis la création du concours (crée en 1952 à Long Beach, États-Unis) | ↑ Pas de participation du Sierra Leone depuis la création du concours (crée en 1960 en Californie, États-Unis et transféré en 1968 à Tokyo, Japon) | ↑ Pas de participation du Sierra Leone depuis la création du concours (crée en 2001 à Manille, Philippines) |
| 2001  | Anniemod Cole (1980-2002) Désistée | ↑ Pas de participation du Sierra Leone depuis la création du concours (crée en 1952 à Long Beach, États-Unis) | ↑ Pas de participation du Sierra Leone depuis la création du concours (crée en 1960 en Californie, États-Unis et transféré en 1968 à Tokyo, Japon) | ↑ Pas de participation du Sierra Leone depuis la création du concours (crée en 2001 à Manille, Philippines) |
| 2006  | Kadijatu Kebbay (désignée)         | ↑ Pas de participation du Sierra Leone depuis la création du concours (crée en 1952 à Long Beach, États-Unis) | ↑ Pas de participation du Sierra Leone depuis la création du concours (crée en 1960 en Californie, États-Unis et transféré en 1968 à Tokyo, Japon) | ↑ Pas de participation du Sierra Leone depuis la création du concours (crée en 2001 à Manille, Philippines) |
| 2007  | Fatmata Turay                      | ↑ Pas de participation du Sierra Leone depuis la création du concours (crée en 1952 à Long Beach, États-Unis) | ↑ Pas de participation du Sierra Leone depuis la création du concours (crée en 1960 en Californie, États-Unis et transféré en 1968 à Tokyo, Japon) | Theresa Turay                                                                                               |
| 2008  | Tyrilla Gouldson                   | ↑ Pas de participation du Sierra Leone depuis la création du concours (crée en 1952 à Long Beach, États-Unis) | ↑ Pas de participation du Sierra Leone depuis la création du concours (crée en 1960 en Californie, États-Unis et transféré en 1968 à Tokyo, Japon) | x |
| 2009  | Mariatu Kargbo                     | ↑ Pas de participation du Sierra Leone depuis la création du concours (crée en 1952 à Long Beach, États-Unis) | ↑ Pas de participation du Sierra Leone depuis la création du concours (crée en 1960 en Californie, États-Unis et transféré en 1968 à Tokyo, Japon) | x |
| 2010  | Neyorlyn Willams                   | ↑ Pas de participation du Sierra Leone depuis la création du concours (crée en 1952 à Long Beach, États-Unis) | ↑ Pas de participation du Sierra Leone depuis la création du concours (crée en 1960 en Californie, États-Unis et transféré en 1968 à Tokyo, Japon) | Mariatu Dukuray                                                                                             |
| 2011  | Natasha Beckley                    | ↑ Pas de participation du Sierra Leone depuis la création du concours (crée en 1952 à Long Beach, États-Unis) | ↑ Pas de participation du Sierra Leone depuis la création du concours (crée en 1960 en Californie, États-Unis et transféré en 1968 à Tokyo, Japon) | x |
| 2012  | Vanessa Williams                   | ↑ Pas de participation du Sierra Leone depuis la création du concours (crée en 1952 à Long Beach, États-Unis) | ↑ Pas de participation du Sierra Leone depuis la création du concours (crée en 1960 en Californie, États-Unis et transféré en 1968 à Tokyo, Japon) | x |
| 2014  | Margaret Murray Désistée           | ↑ Pas de participation du Sierra Leone depuis la création du concours (crée en 1952 à Long Beach, États-Unis) | ↑ Pas de participation du Sierra Leone depuis la création du concours (crée en 1960 en Californie, États-Unis et transféré en 1968 à Tokyo, Japon) | x |
| 2016  | Aminata Adialin Bangura            | Hawa Kamara                                                                                                   | Maseray Swarray Miss International Afrique (titre mineur)                                                                                          | Josephine Kamara                                                                                            |
| 2017  | x                                  | Adama Lakoh Kargbo                                                                                            | Leone Abie Mansaray | Ismatu Daramy                                                                                               |
| 2018  | Sarah Laura Tucker                 | x | Michaella Oladuni Désistée | Alma Nancy Sesay                                                                                            |
| 2019  | Enid Jones-Boston                  | Marie Esther Bangura                                                                                          | x | N'jainatu Sesay                                                                                             |